# 梅甘·凯勒
梅甘·凯勒（英語：Megan Keller，1996年5月1日—），美国女子冰球运动员。她曾代表美国国家队参加2018年和2022年冬季奥林匹克运动会冰球比赛，获得一枚金牌和一枚银牌。